# Martin (Louisiana)
Martin és una població dels Estats Units a l'estat de Louisiana. Segons el cens del 2000 tenia 625 habitants.

## Demografia
Segons el cens del 2000, Martin tenia 625 habitants, 221 habitatges, i 177 famílies. La densitat de població era de 20,9 habitants/km².
Dels 221 habitatges en un 45,7% hi vivien nens de menys de 18 anys, en un 70,1% hi vivien parelles casades, en un 8,1% dones solteres, i en un 19,5% no eren unitats familiars. En el 18,6% dels habitatges hi vivien persones soles el 7,7% de les quals corresponia a persones de 65 anys o més que vivien soles. El nombre mitjà de persones vivint en cada habitatge era de 2,83 i el nombre mitjà de persones que vivien en cada família era de 3,22.
Per edats la població es repartia de la següent manera: un 32% tenia menys de 18 anys, un 9,4% entre 18 i 24, un 29,3% entre 25 i 44, un 19% de 45 a 60 i un 10,2% 65 anys o més.
L'edat mediana era de 33 anys. Per cada 100 dones de 18 o més anys hi havia 88,1 homes.
La renda mediana per habitatge era de 33.542 $ i la renda mediana per família de 40.714 $. Els homes tenien una renda mediana de 29.000 $ mentre que les dones 21.563 $. La renda per capita de la població era de 14.184 $. Entorn del 9,3% de les famílies i el 12,6% de la població estaven per davall del llindar de pobresa.

## Poblacions més properes
El següent diagrama mostra les poblacions més properes.